# Bärwindmühle

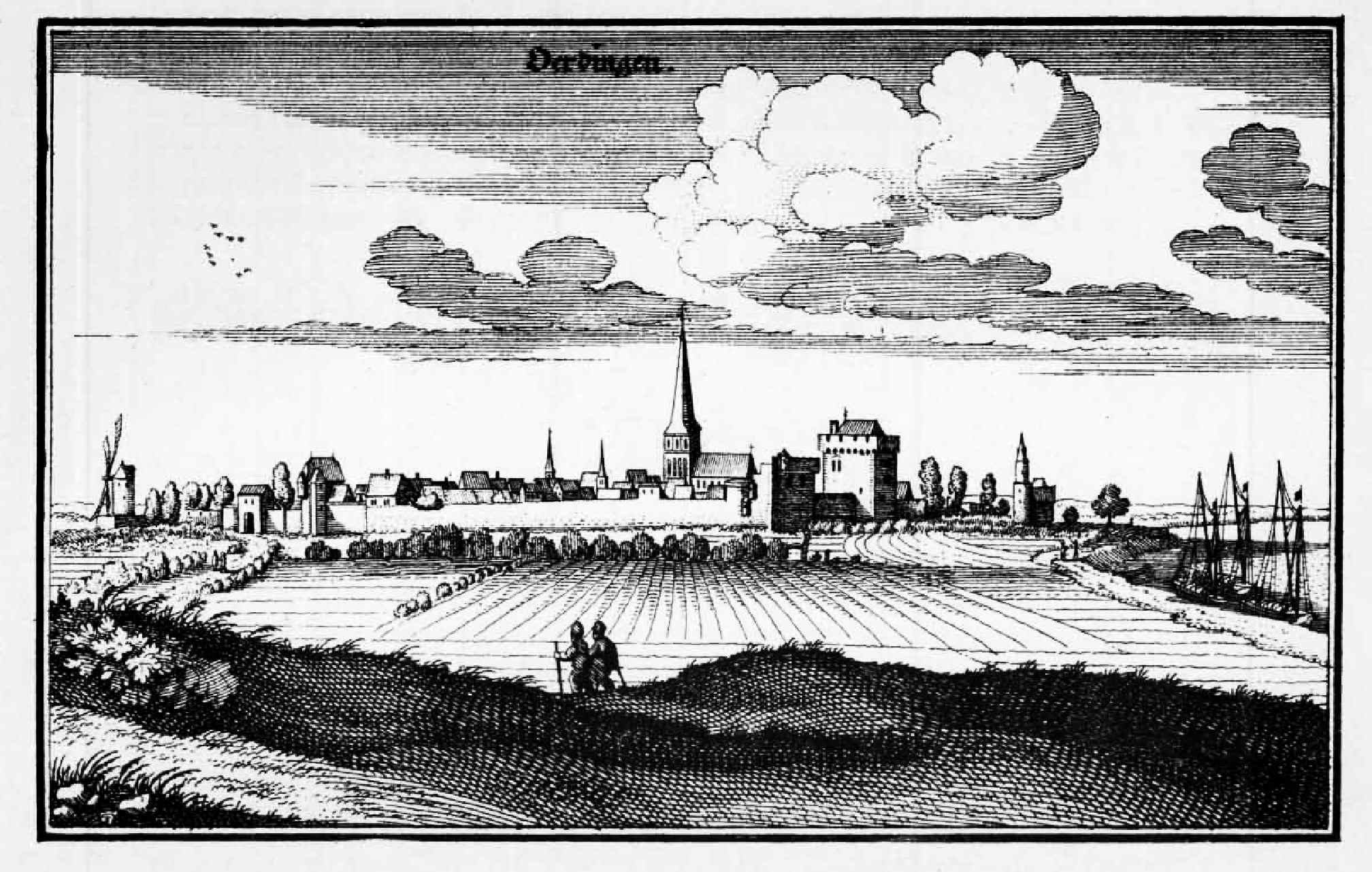
Merian-Stich der Stadt Uerdingen aus dem Jahr 1646 (mit der heute als Eulenturm bezeichneten Bärwindmühle auf der linken Seite)

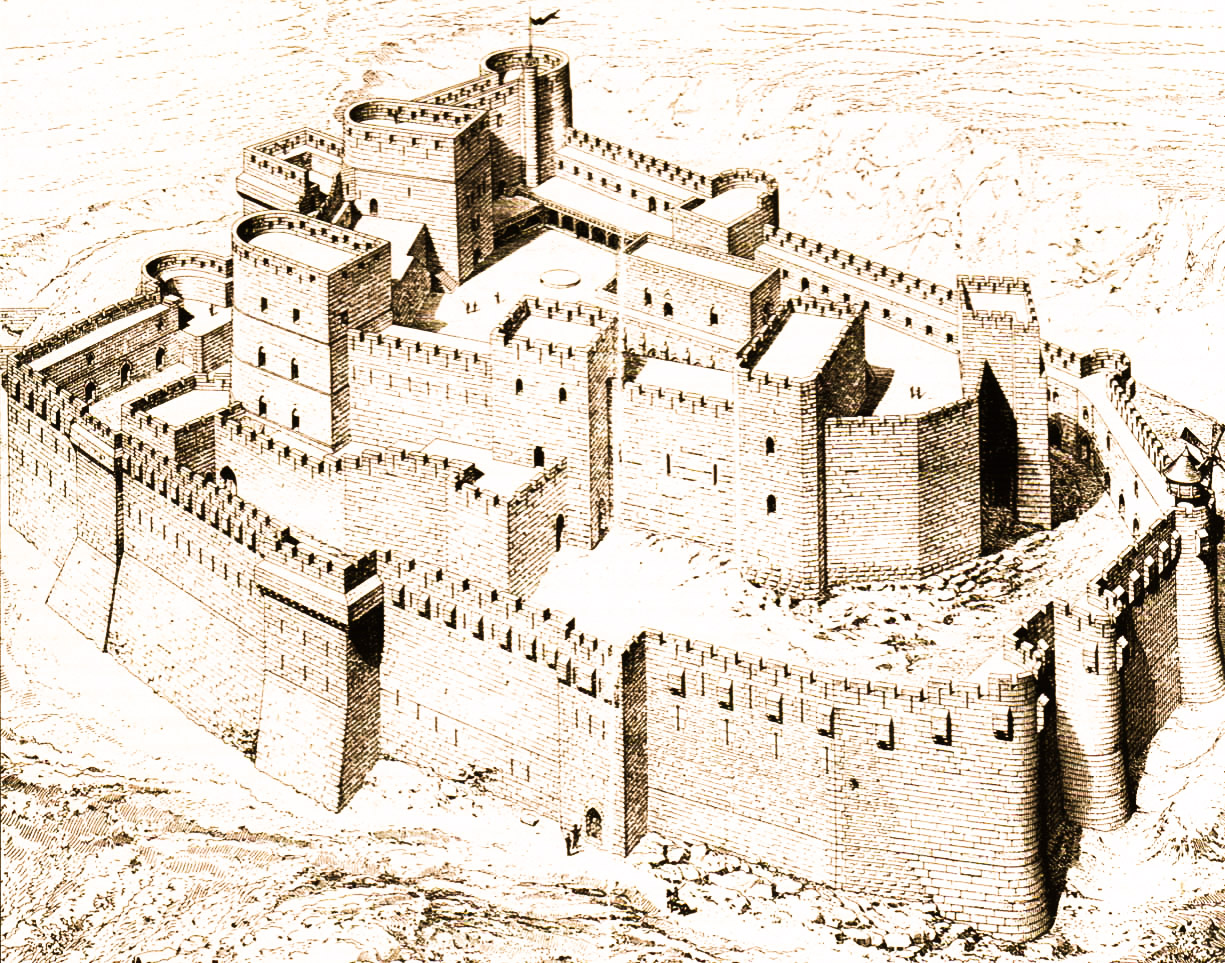
Die Burg Krak des Chevaliers in Syrien (mit einer Bärwindmühle am rechten Bildrand)

Als Bärwindmühle (auch Bären(wind)mühle, kurz Bär, seltener auch Wehrwindmühle) wird insbesondere in der Region Niederrhein, wo mehrere solcher Mühlen erhalten sind, eine Turmwindmühle bezeichnet, deren Turm als Wehrturm in eine Stadt-, Burg- oder sonstige Festungsmauer integriert ist oder die auf einen solchen Wehrturm aufgesetzt ist. Der Turm einer solchen Wehrmühle musste entsprechend dickwandig sein, um Angriffen mit schweren Geschossen standhalten zu können. Der Name leitet sich von der hieraus folgenden, massiven Form des Turmes ab, die entfernt an die gedrungenen Statur eines Bären erinnert.
Die Kombination aus Wehr- und Mühlenturm erlaubte eine bessere Ausnutzung des aufwändigen Turmbauwerkes in Friedens- und Kriegszeiten. Im Frieden erfüllte der zu dieser Zeit als Wehrturm weitgehend nutzlose Bauwerk als Mühlenturm dennoch einen Zweck. Im Krieg diente der Turm als erhöhte Aussichts- und Schussposition primär der Verteidigung. Eine Nutzung als Mühle während einer Belagerung war in der Regel nicht möglich, da die außenliegenden Teile (Flügel, Galerie, Krühwerk) – und auch der Müller bei der Bedienung – ungeschützt dem feindlichen Beschuss ausgesetzt waren. Aus diesem Grund wich man im Krieg meist auf Hand- oder Göpelmühlen aus, um aus Getreidevorräten Mehl zu produzieren und so die Nahrungsversorgung der belagerten Festung zu verbessern.
Seltener werden auch einzeln stehende Turmwindmühlen, die zwar nicht in eine Festungsmauer integriert, jedoch nach Art eines Wehrturmes (d. h. mit massiv gemauertem Turm) gebaut sind, als "Bär" bezeichnet. Diese massive Bauart ist am Niederrhein besonders verbreitet. Bei original-typischen Holländerwindmühlen ist der Turm hingegen in leichter Bauweise, als hölzerner, verkleideter Achtkant, ausgeführt.

## Beispiele
Unter anderem sind folgende Bärwindmühlen bzw. deren Türme erhalten:
- Geldern: Mühlenturm
- Hillesheim (Eifel): Mühlenturm
- Kaiserswerth (Düsseldorf): Stadtmühle
- Kempen: Stadtmühle (Mühlenturm am Hessenwall)[3]
- Köln: Bottmühle, Gereonsmühle, Kartäusermühle, Pantaleonsmühle, ... (siehe Artikel zur Kölner Stadtmauer)
- Kranenburg: Mühlenturm
- Liedberg (Korschenbroich): Mühlenturm
- Mayen: Mühlenturm
- Neuss: Stadtmühle (heute Mühlenturm)
- Orsoy (Rheinberg): Pulverturm
- Rees: Stadtmühle (heute Mühlenturm)
- Uerdingen (Krefeld): Stadtmühle (heute Eulenturm)
- Xanten: Kriemhildsmühle[6][7]
- Zons: Zonser Mühle

### Bildergalerie

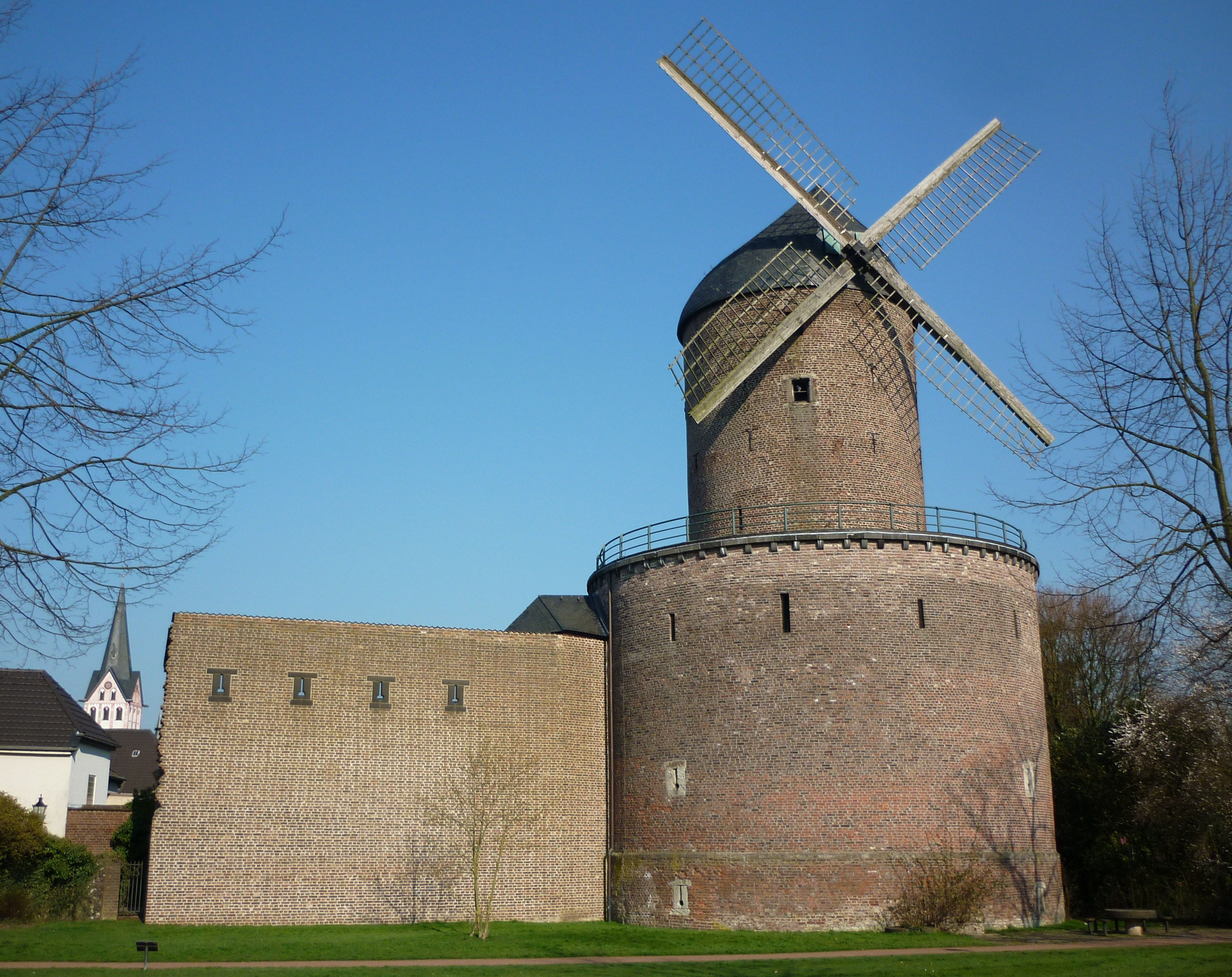
Stadtmühle am Hessenwall, Kempen
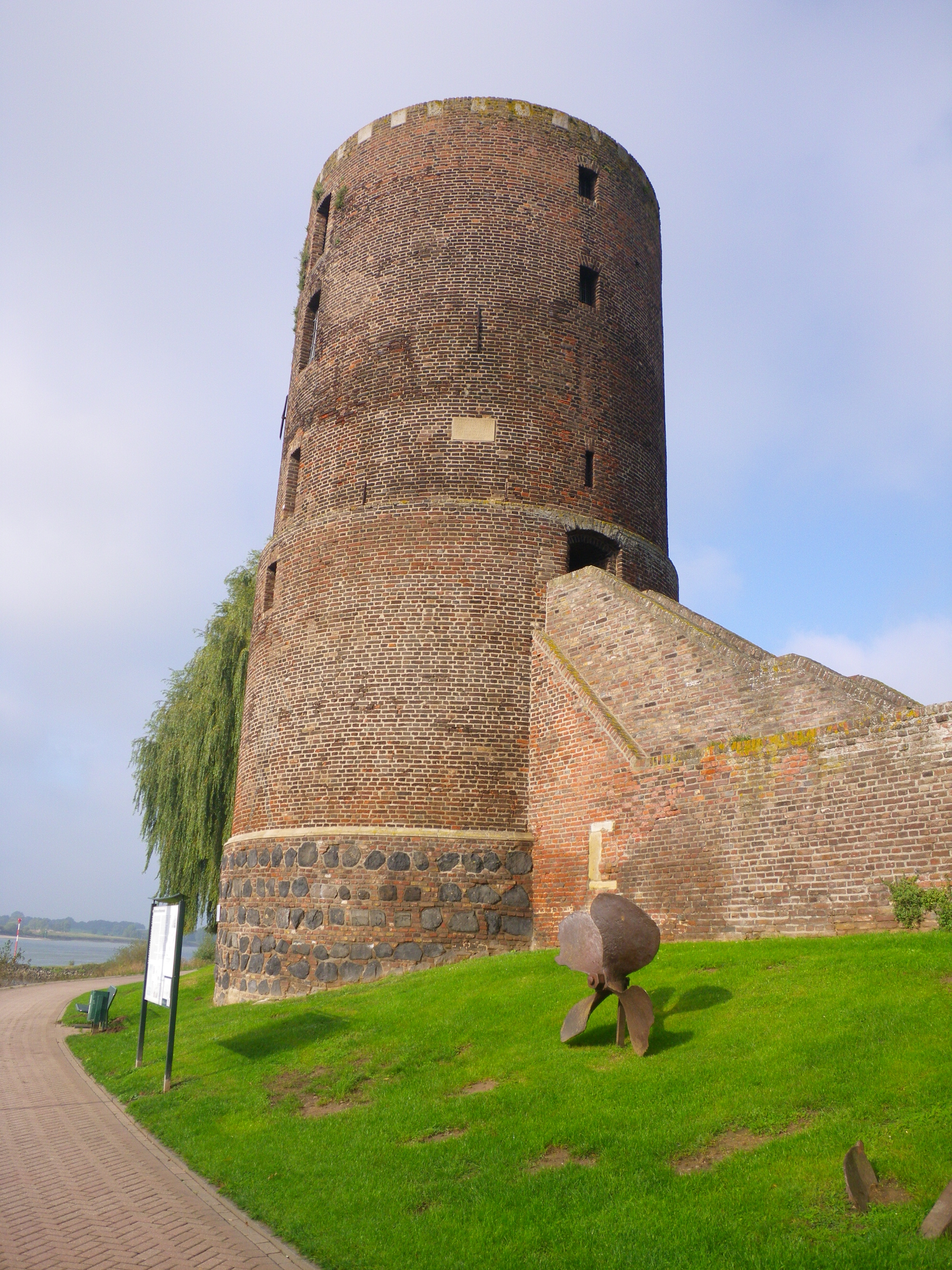
Mühlenturm (Stadtmühle), Rees
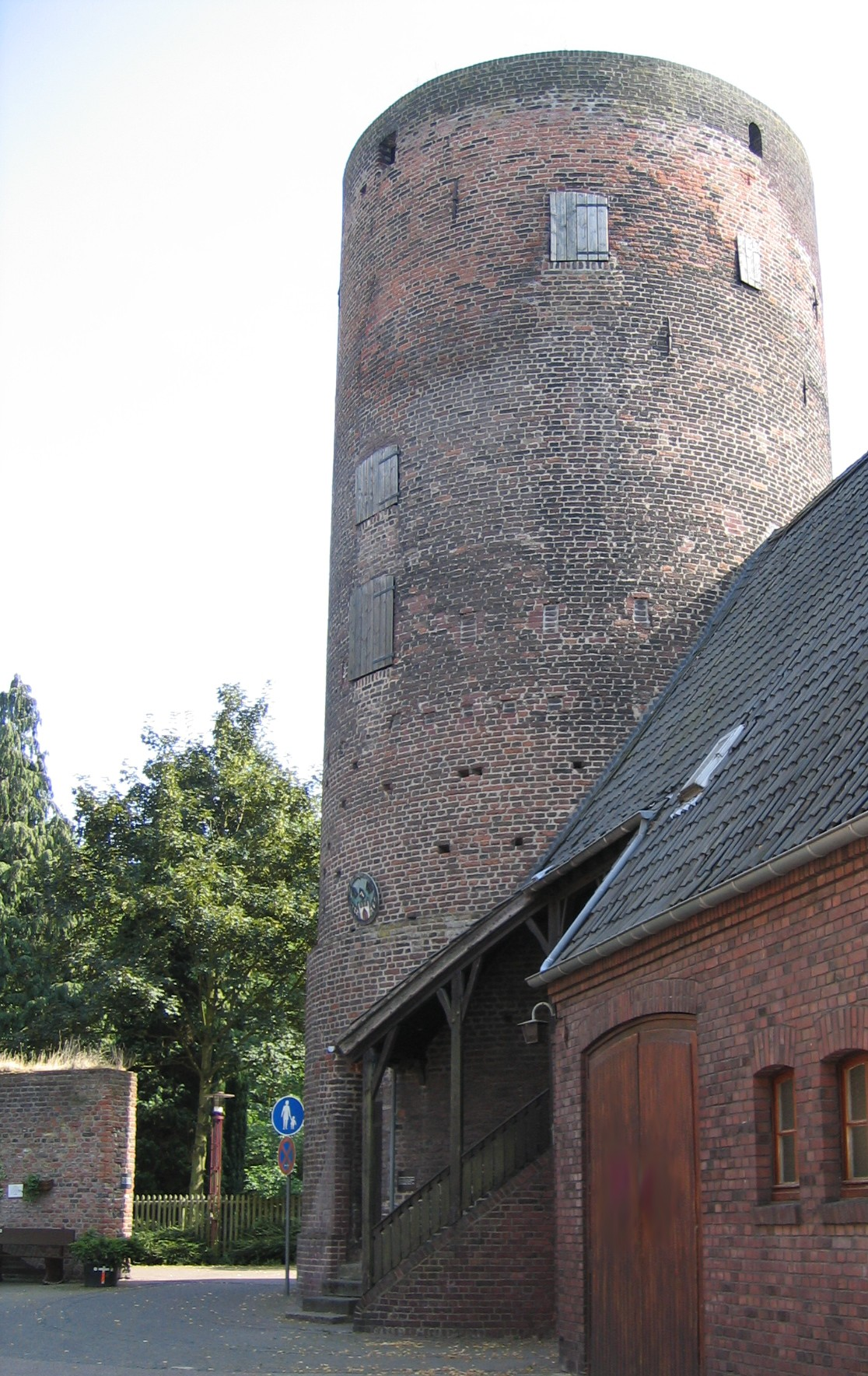
Pulverturm (Mühlenturm), Orsoy
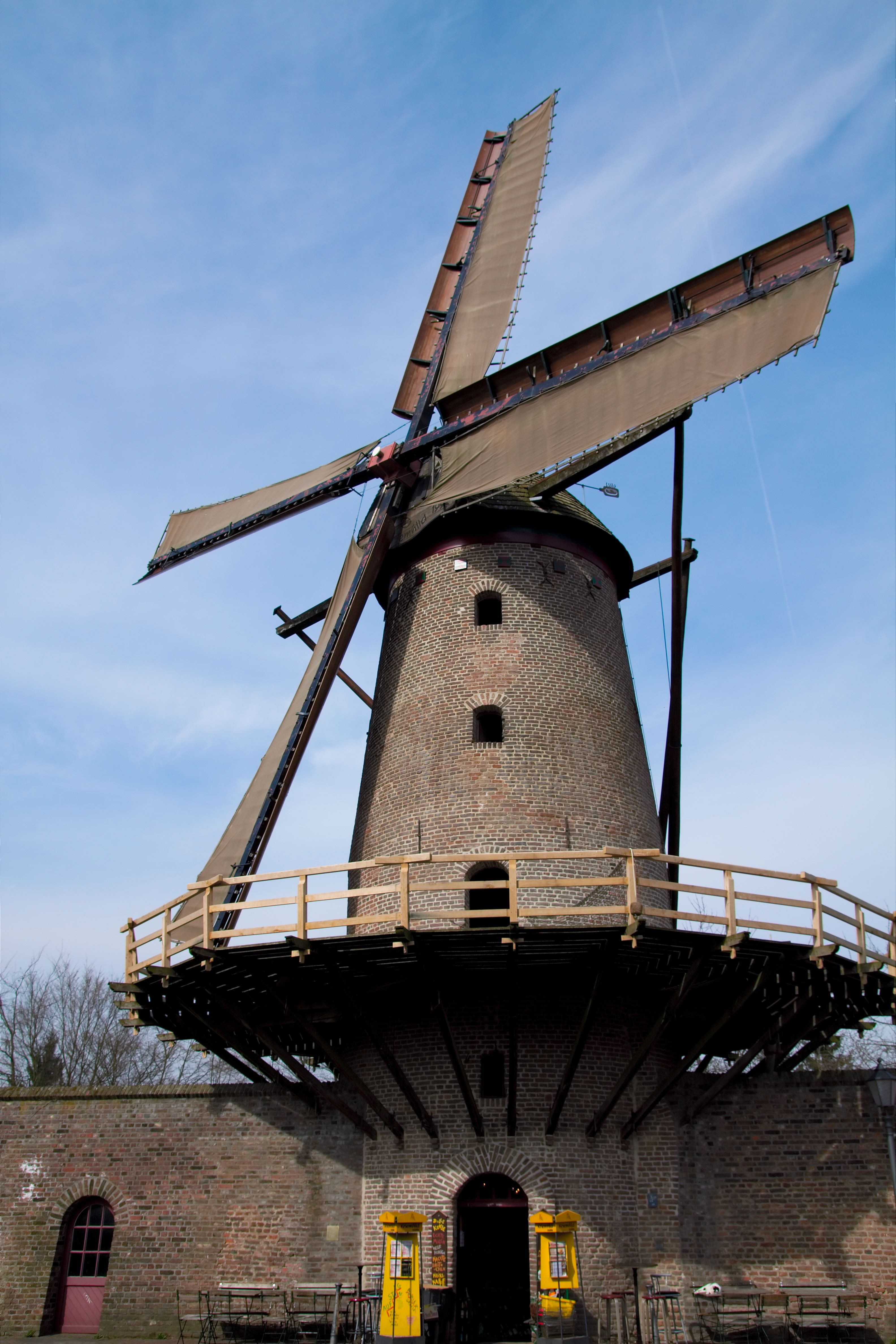
Kriemhildsmühle, Xanten
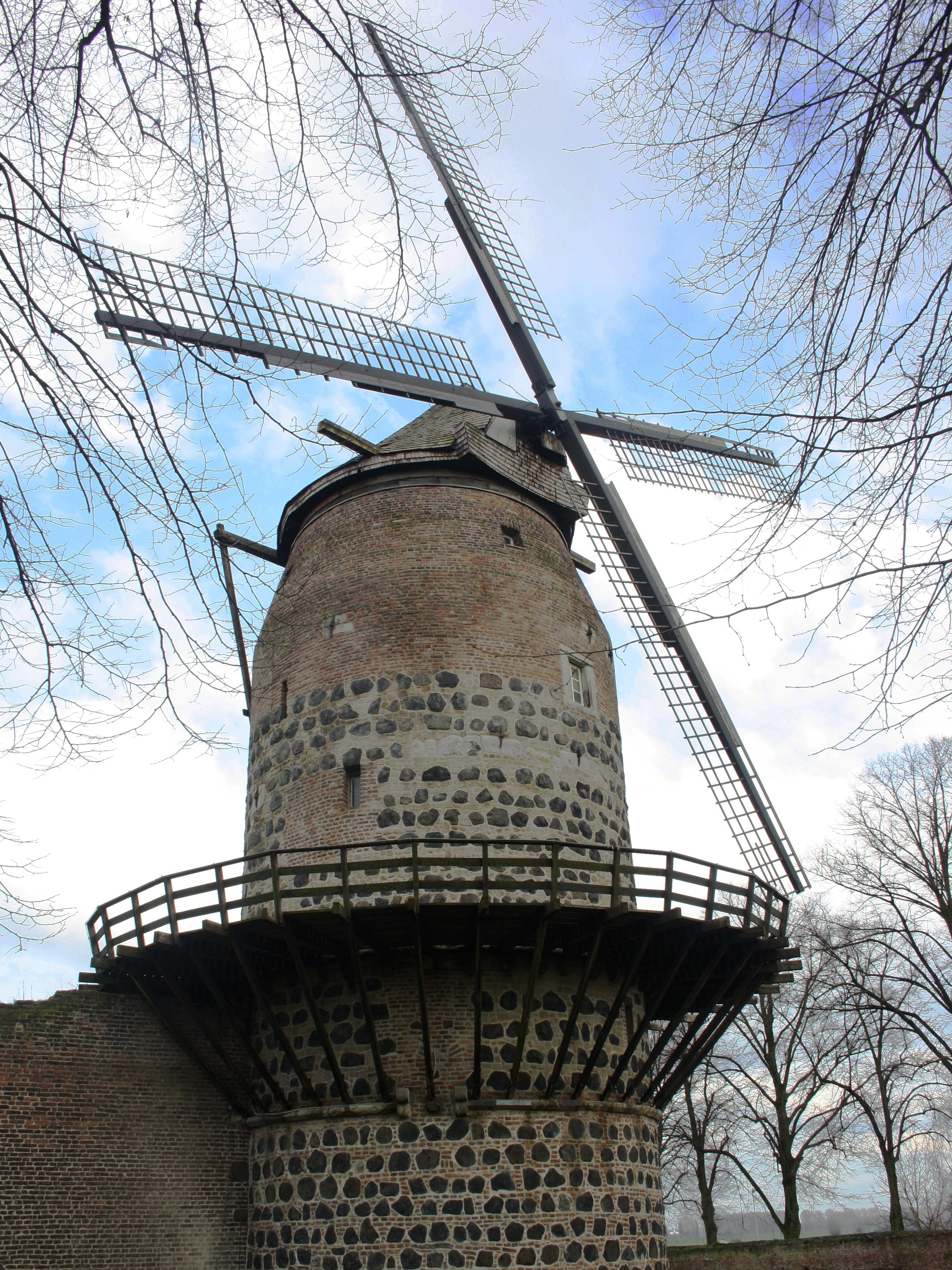
Zons